# Пост в понедельник и четверг
Пост в понеде́льник и четве́рг — личный пост в авраамических религиях (исламе, иудаизме, христианстве). Состоит из временного отказа от пищи и воды от восхода солнца до захода.

## В авраамических религиях

### Ислам
В исламе пост в понедельник и четверг является добровольным, но не обязательным. Мухаммед соблюдал пост 3 дня каждый месяц (понедельник, четверг, понедельник). Изначально Мухаммедом был  установлен единственный пост в году 10 Тишри, наподобие поста в иудейский Йом-кипур, назвав его «Ашура». Позже он был упразднён, и был введён пост Рамадан, когда пост соблюдают в течение светлого времени, днём от восхода солнца до захода. Условием для принятия Аллахом поста являются, помимо молитвы, физическое очищение — отказ от пищи, воды и половой близости от восхода солнца до захода, также духовное очищение — отказ от лжи и сквернословия. Запрещено поститься в пятницу, субботу, праздники, накануне месяца Рамадан.

### Иудаизм
В талмудическом иудаизме существуют 3 вида поста:
- Предписанные Талмудом посты и упомянутые в Танахе (Лев. 16:29)
- Согласованные членами общины посты во время бедствий (תענית צבור‎, та́анит ци́бур — «пост общины», Неем. 9:1)
- Личный пост (תענית יחיד‎, таанит йахид — «пост одного», Дан. 9:3)

Община предписывала пост в понедельник, четверг, понедельник в случае бедствия. В субботу пост — запрещён, поэтому 2 дня поста равно удалены друг от друга и от субботы. Для постящихся были установлены дни покаянных молитв и чтения Торы в общине во второй и пятый дни по субботе после Песаха и Суккота. Пост продолжали от восхода солнца до захода, запрещено есть и пить. Пост в иудаизме рассматривают как способ, который помогает раскаянию и молитве «Авину малкену». Молитва «Авину малкену» была составлена особо для постных дней во времена бедствий и послужила источником для составления будничной молитвы «Амида» в нынешнем виде. После совершения поста вечером раздавали милостыню.

### Христианство
Пост в среду, пятницу — традиция Русской православной церкви, которая возникла от фарисейской традиции поста во второй день после субботы (понедельник), в пятый день после субботы (четверг). Со временем добровольный личный пост в среду, пятницу установили обязательным, от фарисейского строгого поста без еды и питья в христианстве пришли к посту в среду и пятницу, в который разрешено есть постную пищу.

#### Евангелие
В Евангелии от Луки Лк. 18:9—14 в евангельском рассказе о фарисее и мытаре упомянут пост дважды в неделю (понедельник, четверг). Из рассказа следует, что этот пост не являлся обязательным среди фарисеев, а был добровольным постом ради блага общины, поэтому фарисей гордился перед остальными евреями. В христианстве милостыню, молитву, личный пост совершают втайне и являются отличительными качествами христианина, согласно Евангелию от Матфея:

Также, когда поститесь, не будьте унылы, как лицемеры, ибо они принимают на себя мрачные лица, чтобы показаться людям постящимися. Истинно говорю вам, что они уже получают награду свою. А ты, когда постишься, помажь голову твою и умой лицо твоё, чтобы явиться постящимся не перед людьми, но перед Отцом твоим, Который втайне; и Отец твой, видящий тайное, воздаст тебе явно.
— Мф. 6:16—18

#### Дидахе
В Дидахе упомянут фарисейский пост в понедельник, четверг и установлен христианский пост в среду, пятницу в противовес фарисейскому.

Посты же ваши да не будут с лицемерами, ибо они постятся во второй [после субботы] и пятый [после субботы] день недели. Вы же поститесь в четвёртый [после субботы] и подготовку [перед субботой — праздником].
— Дидахе 8.1